# Sérapion de Thmuis
Sérapion (surnommé « le Scolastique » selon saint Jérôme) fut évêque de la ville égyptienne de Thmuis, dans la province d'Augustamnique, au milieu du IVe siècle, et écrivain religieux de langue grecque.
Il est fêté le 21 mars.

## Éléments biographiques
Né vers l'an 300, il se retire dans sa jeunesse au désert et devient le disciple d'Antoine l'Ermite. Il prend ensuite la tête d'une communauté monastique, puis devient évêque de la ville de Thmuis avant 339. Il semble avoir pris part au concile de Sardique en 343. Il fait partie de l'ambassade dépêchée en 353 par Athanase, patriarche d'Alexandrie, à l'empereur Constance II, pour se défendre des accusations des ariens. Vers 359, Constance le fait remplacer par l'arien Ptolémée à la tête du diocèse de Thmuis. Il était encore en vie vers 370 (trois fragments de lettres à Sérapion d'Apollinaire de Laodicée).
On conserve cinq lettres d'Athanase d'Alexandrie adressées à Sérapion de Thmuis : l'une, datant de 358, racontant la mort d'Arius ; les quatre autres, datant sans doute de 359, étant des exposés dogmatiques sur la question de la divinité du Saint-Esprit.
Il est commémoré le 21 mars selon le Martyrologe romain.

## Œuvre
Sérapion fait l'objet du bref § 99 du De viris illustribus de saint Jérôme, qui lui attribue un « remarquable » traité contre les manichéens, un autre sur les titres des Psaumes, et des lettres « utiles » adressées à diverses personnes (il y en avait au moins 55).
De nos jours, il reste le Contre les manichéens, deux lettres en entier (l'une, brève, adressée à un collègue évêque Eudoxe, qui voulait démissionner à cause de problèmes de santé, l'autre adressée aux disciples d'Antoine l'Ermite, conservée seulement dans des traductions syriaque et arménienne) et des fragments divers, notamment de lettres, en grec ou en traduction syriaque. Une Lettre aux moines célébrant la vie monastique, considérée traditionnellement comme authentique, est écartée résolument par K. Fitschen. Dans les chaînes exégétiques sur la Genèse, treize fragments sont attribués par les manuscrits à Sérapion, mais K. Fitschen n'en retient que trois (les autres venant en fait de Sévérien de Gabala).
Un sacramentaire (εὐχολόγιον) portant le nom de Sérapion de Thmuis a été retrouvé  en 1894 dans un manuscrit datant du XIe siècle de la Grande Laure du Mont Athos. Il s'agit d'un recueil de trente prières liturgiques (sur la communion, le baptême, les ordinations, etc.) couvrant dix-huit feuillets du manuscrit. Le nom de Sérapion apparaît dans le titre de deux prières seulement (la 1 et la 15), mais l'ensemble des textes pourrait avoir le même auteur. Cependant, depuis un article de Bernard Botte (de) paru en 1964, l'attribution à Sérapion est fortement contestée (à cause de l'usage d'un vocabulaire théologique invraisemblable chez un proche d'Athanase d'Alexandrie).
Le Contre les manichéens de Sérapion de Thmuis a longtemps été confondu avec celui de Titus de Bostra : à la suite d'un accident de transmission (un manuscrit défait et recomposé), leurs textes ont même été mélangés. Le traité plus court de Sérapion a été reconstitué en 1894 par A. Brinkmann. Il date des alentours de 330 et c'est la plus ancienne réfutation chrétienne conservée du manichéisme (avec le dialogue d'Hegemonios).
- CPG 2485-2504

## Éditions
- Athanase d'Alexandrie, Lettres à Sérapion (introduction et traduction française de Joseph Lebon des quatre lettres sur la divinité du Saint-Esprit), coll. Sources chrétiennes, Textes grecs no 15, Paris, Éditions du Cerf, 1947 (puis 2006).
- Robert Pierce Casey (éd.), Saint Serapion of Thmuis. Against the Manichees, Harvard Theological Studies 15, Harvard University Press, 1931.
- Panteleimon E. E. Rodopoulos (éd.), The Sacramentary of Serapion of Thmuis, Thessalonique, 1967.
- Bernard Outtier, André Louf, Michel van Parys, Claire-Agnès Zirnheld, Lucien Regnault (trad.), Lettres des Pères du désert Ammonas, Macaire, Arsène, Sérapion de Thmuis, Abbaye de Bellefontaine, Bégrolles-en-Mauges, 1985.
- PG, vol. 40, col. 895-942.

## Dans la littérature
- Sérapion de Thmuis est le personnage principal du poème Le Corbeau  dans le recueil Poèmes barbares de Leconte de Lisle[4].